# Championnat du Gabon de football 2022
Navigation
National Foot 1 2020 National Foot 1 2022-2023
Le championnat du Gabon de football 2022 est la quarante-cinquième édition du championnat du Gabon.
Après la 6e journée du championnat 2020, celui-ci est suspendu à cause de la pandémie de Covid-19, puis définitivement arrêté le 9 juillet 2020. Après deux ans sans compétition le championnat reprend le 14 mai 2022 avec une nouvelle formule. Les participants sont répartis dans deux groupes de sept équipes. Les équipes se rencontrent deux fois. Après une première phase, les trois meilleurs clubs de chaque groupe se retrouvent dans un mini-championnat pour déterminer le champion du Gabon.
A la fin de la saison l'AS Stade Mandji termine à la première place et remporte son deuxième titre de champion.

## Participants
Groupe A :
- CF Mounana
- Bouenguidi Sport
- AS Pélican
- AS Stade Mandji
- US Oyem
- Stade migovéen
- Football Canon 105 de Libreville

Groupe B :
- AS Mangasport
- US Bitam
- Missile FC
- Olympique Mandji
- Akanda FC
- AO Cercle Mberi sportif
- AS Dikaki

## Compétition

### Classement

#### Première Phase
| Rang | Équipe                  | Pts | J  | G | N | P | Bp | Bc | Diff |
| ---- | ----------------------- | --- | -- | - | - | - | -- | -- | ---- |
| 1    | AS Stade Mandji         | 27  | 12 | 8 | 3 | 1 | 18 | 6  | +12  |
| 2    | AS Pélican              | 18  | 12 | 5 | 3 | 4 | 15 | 10 | +5   |
| 3    | FC Canon 105 Libreville | 17  | 12 | 4 | 5 | 3 | 11 | 11 | 0    |
| 4    | Bouenguidi Sport        | 16  | 12 | 4 | 4 | 4 | 13 | 12 | +1   |
| 5    | US Oyem                 | 16  | 12 | 3 | 7 | 2 | 12 | 11 | +1   |
| 6    | CF Mounana              | 14  | 12 | 3 | 5 | 4 | 7  | 10 | -3   |
| 7    | Stade Migovéen          | 3   | 12 | 0 | 3 | 9 | 2  | 18 | -16  |

| Rang | Équipe                   | Pts | J  | G | N | P | Bp | Bc | Diff |
| ---- | ------------------------ | --- | -- | - | - | - | -- | -- | ---- |
| 1    | US Bitam                 | 26  | 12 | 7 | 5 | 0 | 17 | 4  | +13  |
| 2    | AS Mangasport            | 21  | 12 | 5 | 6 | 1 | 12 | 4  | +8   |
| 3    | AS Dikaki                | 19  | 12 | 5 | 4 | 3 | 7  | 5  | +2   |
| 4    | AO Cercle Mbéri SportifT | 14  | 12 | 3 | 5 | 4 | 16 | 9  | +7   |
| 5    | Missile FC               | 13  | 12 | 2 | 7 | 3 | 7  | 15 | -8   |
| 6    | Lozo Sport               | 11  | 12 | 2 | 5 | 5 | 9  | 15 | -6   |
| 7    | Akanda FC                | 4   | 12 | 0 | 4 | 8 | 5  | 21 | -16  |

#### Play off championnat
Les trois premiers de poule se rencontrent une fois.
| Rang | Équipe                  | Pts | J | G | N | P | Bp | Bc | Diff |
| ---- | ----------------------- | --- | - | - | - | - | -- | -- | ---- |
| 1    | AS Stade Mandji         | 13  | 5 | 4 | 1 | 0 | 5  | 1  | +4   |
| 2    | AS Mangasport           | 9   | 5 | 2 | 3 | 0 | 4  | 2  | +2   |
| 3    | AS Pélican              | 6   | 5 | 2 | 0 | 3 | 4  | 5  | -1   |
| 4    | US Bitam                | 5   | 5 | 1 | 2 | 2 | 2  | 3  | -1   |
| 5    | FC Canon 105 Libreville | 4   | 5 | 1 | 1 | 3 | 5  | 7  | -2   |
| 6    | AS Dikaki               | 3   | 5 | 0 | 3 | 2 | 2  | 4  | -2   |

| Légende : Qualifications et relégations | Légende : Qualifications et relégations               |
| --------------------------------------- | ----------------------------------------------------- |
|                                         | Qualification Ligue des champions de la CAF 2022-2023 |
|                                         | T : Tenant du titre P : Promu de division inférieure  |

## Bilan de la saison
| Championnat du Gabon de football 2022                             |                            |
| Champion                                                          | AS Stade Mandji (2e titre) |
| Qualifications continentales                                      |                            |
| Ligue des champions de la CAF 2022-2023                           | AS Stade Mandji            |
| Coupe de la confédération 2022-2023                               | aucun                      |
| Promotions et relégations                                         |                            |
| Promus en Championnat du Gabon de football                        | Centre Sportif de Bendjé   |
| Relégués en Championnat du Gabon de football de deuxième division | Stade Migovéen             |
| Relégués en Championnat du Gabon de football de deuxième division | Akanda FC                  |